# 수정관
수정관 혹은 정관은 포유류의 일부 종이 갖고 있는 수컷의 기관으로서, 사정 시 부고환에서 나오는 정자가 이동하는 관이다.

## 구조
수정관은 두 개가 있는데, 양쪽 부고환으로부터 사정관까지 연결되어 정자가 이를 통해 이동하도록 한다. 각 관은 약 30 cm의 길이를 갖고 있고(인간의 경우), 음경과 마찬가지로 근육이 발달되어(평활근으로 둘러싸임) 있다.

## 참고 그림

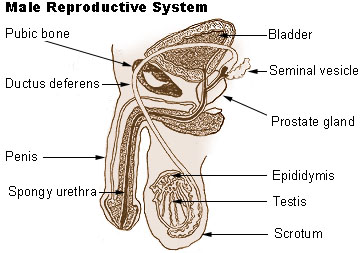
남성의 생식 기관.
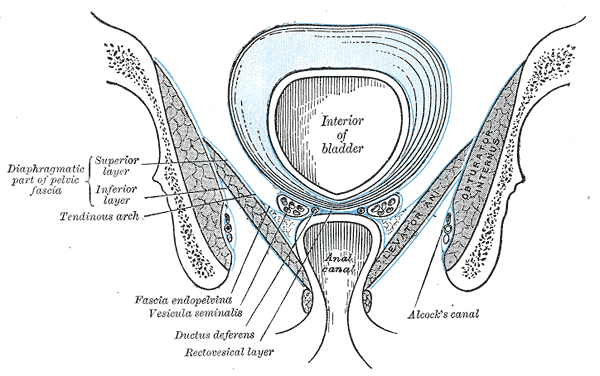
골반의 윗부분, 근막의 배열을 보여준다. 뒤에서 본 모습.
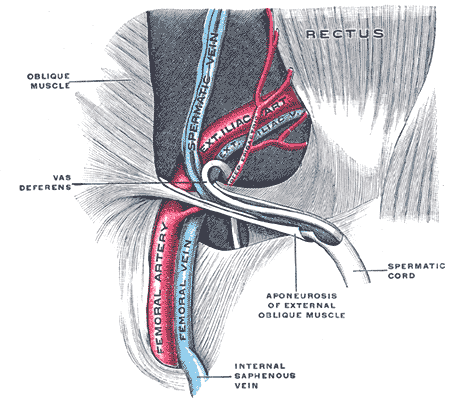
서혜관 안의 정색.
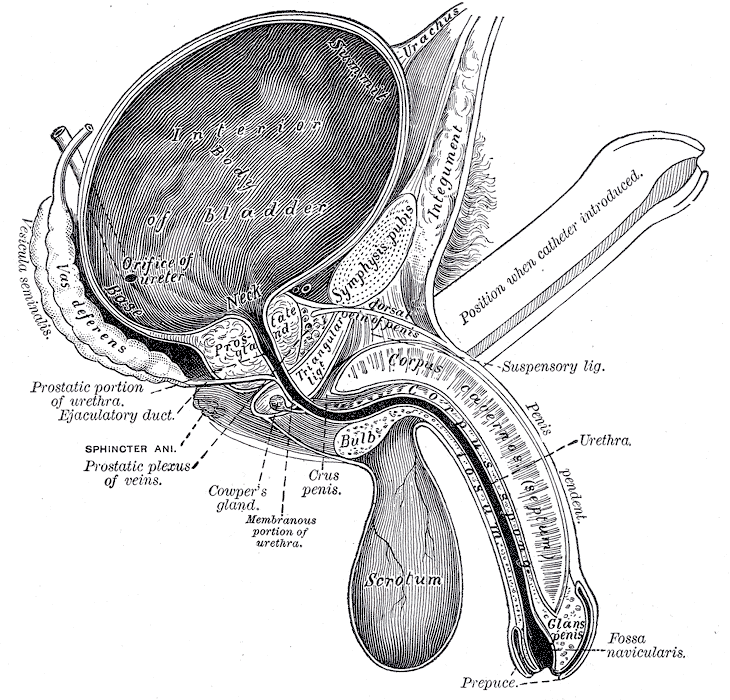
방광, 음경, 요도의 수직 단면.
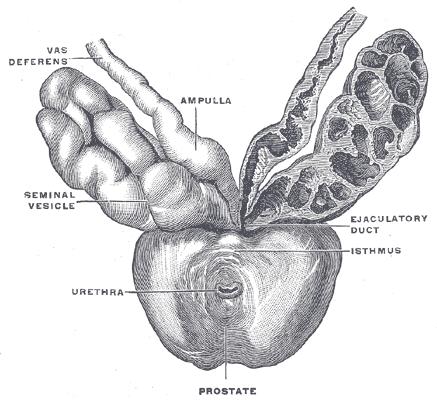
정낭, 정관과 전립선, 정면 위쪽에서 본 모습.
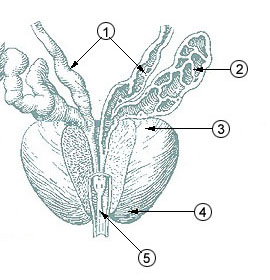
전립선
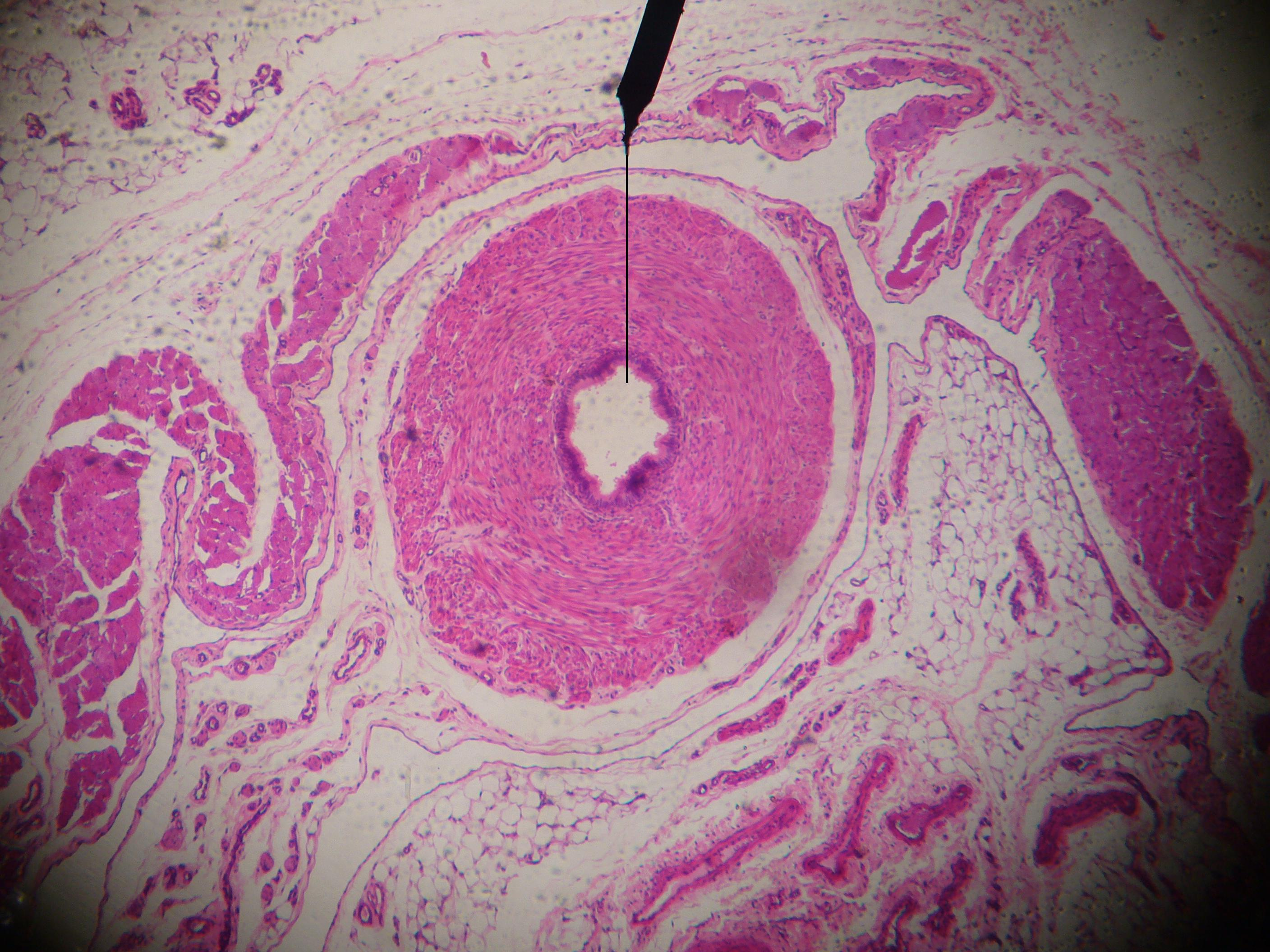
현미경으로 본 단면.

## 같이 보기
- 정관 수술